# Rameau œsophagien de l'artère gastrique gauche
Les rameaux œsophagiens de l'artère gastrique gauche sont des branches collatérales de l'artère gastrique gauche.

## Origine
Les rameaux œsophagiens de l'artère gastrique gauche naissent au nombre de un à trois au niveau du cardia dans le trajet ascendant de cette dernière.

## Trajet
Les rameaux œsophagiens de l'artère gastrique gauche montent verticalement à travers le hiatus œsophagien en suivant l’œsophage dans le petit omentum.

## Zone de vascularisation
Les rameaux œsophagiens de l'artère gastrique gauche vascularisent les derniers 2 à 3 centimètre de l’œsophage abdominal et le cardia gastrique.

## Anastomoses
Les rameaux œsophagiens de l'artère gastrique gauche s'anastomosent avec les rameaux œsophagiens de l'aorte thoracique et avec l'artère phrénique inférieure.

## Aspect clinique
Ces rameaux peuvent être impliqués dans les hémorragies digestives consécutives à des varices œsophagiennes ou à un ulcère du cardia.
Ils doivent être un point de vigilance lors d'une chirurgie œsogastrique car leur lésion peut entraîner une ischémie de l’œsophage distal.